# Indo-Arische migraties
De Indo-Arische migraties waren migraties naar het Indisch subcontinent van Indo-Arische volkeren, een etnolinguïstische groep die Indo-Arische talen sprak. Dit zijn de overheersende talen van het huidige Bangladesh, de Malediven, Nepal, Noord-India, Pakistan en Sri Lanka
Er wordt aangenomen dat de Indo-Arische migratie naar de regio vanuit Centraal-Azië na 2000 v.Chr. begon als een langzame verspreiding tijdens de late Indusbeschaving, en leidde tot een taalverschuiving in het noordelijke Indiase subcontinent. Enkele honderden jaren later werden de Iraanse talen door de Iraanse volkeren, die nauw verwant waren aan de Indo-Ariërs, naar het Hoogland van Iran gebracht.
De Proto-Indo-Iraanse cultuur, waaruit de Indo-Ariërs en de Iraniërs voortkwamen, ontwikkelde zich op de Euraziatische steppe ten noorden van de Kaspische Zee als de Sintasjtacultuur (ca. 2200-1900 v.Chr.), in het huidige Rusland en Kazachstan, en ontwikkelde zich verder als de Andronovocultuur (2000-1450 v.Chr.). 
De Indo-Ariërs splitsten zich ergens tussen 2000 v.Chr. en 1600 v.Chr. af van de Indo-Iraniërs, en migreerden zuidwaarts naar de Bactria-Margiana-cultuur (BMAC), waaraan ze enkele van hun kenmerkende religieuze overtuigingen en gebruiken ontleenden, maar er is weinig bewijs voor genetische vermenging. Vanuit de BMAC migreerden de Indo-Ariërs naar Noord-Syrië en, mogelijk in meerdere golven, naar de Punjab (Noord-Pakistan en India), terwijl de Iraniërs West-Iran al vóór 1300 v.Chr. zouden kunnen hebben bereikt, waarbij ze de Indo-Iraanse talen met zich meebrachten.
De migratie door een Indo-Europees-sprekend volk werd voor het eerst geopperd in het midden van de 17e eeuw door de Nederlandse geleerde Marcus Zuerius Boxhorn, in zijn Scythische taal- en volkhypothese, om de linguïstische overeenkomsten van de Indo-Europese taalfamilie te verklaren, die een eeuw eerder waren geïdentificeerd; hij stelde een enkele bron of oorsprong voor, die werd verspreid door migraties vanuit een oorspronkelijk thuisland. De taalfamilie- en migratietheorie werden in de 18e eeuw verder ontwikkeld door de jezuïetenmissionaris Gaston-Laurent Coeurdoux en later door William Jones, een werknemer van de Oost-Indische Compagnie, in 1786 door overeenkomsten tussen Europese, West- en Zuid-Aziatische talen te analyseren.
De taalkundige onderbouwing wordt ondersteund door archeologisch, antropologisch, genetisch, literair en ecologisch onderzoek. Uit literatuuronderzoek blijkt dat er overeenkomsten waren tussen verschillende, geografisch onderscheiden, Indo-Arische historische culturen. Uit ecologisch onderzoek blijkt dat in het 2e millennium v.Chr. wijdverbreide verdroging leidde tot waterschaarste en ecologische veranderingen in zowel de Euraziatische steppen als het Indisch subcontinent, wat leidde tot de ineenstorting van sedentaire stedelijke culturen in het zuiden van Centraal Azië, Afghanistan, Iran en India, en tot grootschalige migraties, wat resulteerde in de samensmelting van migrerende volkeren met de post-stedelijke culturen. Vergelijkingen van oude DNA-monsters met moderne Zuid-Aziatische populaties laten een significante infusie zien van mannelijke Steppe-voorouders in het 2e millennium v.Chr., met een onevenredig hoge bijdrage die vandaag de dag aanwezig is in veel Brahmin- en Bhumihar-groepen; elitepopulaties die traditioneel een Indo-Europese taal gebruiken. 
De Indo-Arische migraties begonnen ergens in de periode van ongeveer 2000 tot 1600 v.Chr., na de uitvinding van de strijdwagen, en brachten Indo-Arische talen naar Centraal-Azië en mogelijk de Levant. Het maakte deel uit van de verspreiding van Indo-Europese talen vanuit het proto-Indo-Europese thuisland in de Pontisch-Kaspische Steppe, een groot gebied met graslanden in Oost-Europa, die begon in het 5e tot 4e millennium v.Chr., en de Indo-Europese migraties uit de Euraziatische steppe, die rond 2000 v.Chr. begonnen. 
Deze Indo-Arisch sprekende mensen waren verenigd door een gedeelde culturele norm en taal, die ārya (edel) wordt genoemd. De verspreiding van deze cultuur en taal vond plaats via patroon-cliëntsystemen, wat de absorptie en acculturatie van andere groepen in deze cultuur mogelijk maakte. Dit verklaart de sterke invloed op andere culturen waarmee deze in contact kwam.

## Historische theorieën
In de 19e en begin 20e eeuw werd verondersteld dat het ging om een grootschalige invasie. In de Veda's worden de ā́rya omschreven als een strijdlustig volk. Bijgestaan door oorlogszuchtige goden als Indra en Agni binden ze in door paarden getrokken strijdwagens de strijd aan. De conflicten met de dasa die zich in pura (forten) verschanst hadden, werden als bewijs gezien dat de Indo-Ariërs veroveraars waren die de oorspronkelijke bevolking hadden onderworpen. Het Indiase kastenstelsel zou volgen uit een poging om de raciale zuiverheid zo veel mogelijk te bewaren waarbij het stelsel van varna's tot een rigide kastenstelsel gevormd werd.
In de loop van de 20e eeuw kwamen er steeds meer aanwijzingen dat er geen sprake was geweest van een enkele invasie, maar van een complex beeld van meerdere golven van nieuwkomers die zich met de oorspronkelijke bevolking van het subcontinent mengden. De nieuwkomers brachten hun taal, religie en kennis mee. Uit de culturele interactie ontstond de Vedische cultuur die zich later over heel India zou verspreiden.

### Filologie
De ontdekking van het Sanskriet door westerse wetenschappers aan het einde van de achttiende eeuw zette een zoektocht in gang naar de Indo-Ariërs. Dit was lange tijd het terrein van de historische taalkunde, in 1786 in gang gezet met een toespraak van William Jones voor de Royal Asiatic Society of Bengal. De overeenkomsten tussen veel Europese en Aziatische talen werd onderzocht met de vergelijkende methode waarmee duidelijk werd dat er een overkoepelende taalfamilie was, het Indo-Europees, zo genoemd in 1813 door Thomas Young. Gedacht werd dat deze talen een oorspronkelijke moedertaal hadden, wat het Proto-Indo-Europees (PIE) moest zijn. 
Gedacht werd dat er dan een gebied moest zijn waar dit PIE was ontstaan. Deze Urheimat, het Proto-Indo-Europees thuisland, werd aanvankelijk mede op basis van de Veda's gezocht in India. Met de Britse kolonisatie van India kwam een romantisch oriëntalisme op gang, waarbij een levendige interesse voor het onderworpen land en zijn geschiedenis ontstond en korte tijd zelfs een Indomanie. De ontdekkingen bevestigden het beeld van een ver ontwikkelde beschaving en cultuur die door de Britten van decadentie en verval gered moest worden. Op basis van de met de Veda's verwante Vendidad werd ook Iran als kandidaat gezien. Mede door koloniaal racisme werd de Indomanie echter al snel gevolgd door een Indofobie. Andere taalkundigen zochten het thuisland verder Azië in en later zelfs richting Europa, al was er al vroeg ook een out-of-India-theorie. De linguïstische paleontologie kreeg gezien de wijd uiteenlopende conclusies echter steeds meer kritiek. In 1926 stelde John Fraser:
[...] we find, in fact, that different investigators, equally competent, using the same method, and, roughly, the same material, have come to conclusions that differ wildly.

### Archeologie
Hoewel het een prehistorisch onderwerp was, duurde het een eeuw voordat ook de archeologie betrokken werd bij de zoektocht naar het thuisland van PIE. Karl Penka kwam in 1883 tot de Scandinavische hypothese. Hij zag Scandinavië als de oorsprong van blonde langschedelige Ariërs, daarmee aansluitend bij Anders Retzius die in 1842 met de schedelindex onderscheid maakte tussen lang- en kortschedelige of dolichocefale en brachycefale rassen.

### Invasietheorie
Max Müller populariseerde de Indo-Arische invasie-theorie waarbij een deel van de ariërs richting Europa zou zijn getrokken en een ander deel India veroverde op wat onbeschaafde volkeren zouden zijn geweest. De arya worden in de Veda's omschreven als een strijdlustig volk die bijgestaan door oorlogszuchtige goden als Indra en Agni in door paarden getrokken strijdwagens de strijd aanbinden. De conflicten met de dasa die zich in pura (forten) verschanst hadden, werden als bewijs gezien dat de Indo-Ariërs veroveraars waren die de oorspronkelijke bevolking hadden onderworpen. De ontdekking in de jaren 1920 van de Indusbeschaving maakte duidelijk dat de oorspronkelijke bewoners niet onbeschaafd waren, maar verder gevorderd waren op onder meer het gebied van stedenbouw dan de Indo-Ariërs. Ramaprasad Chanda zag in 1926 de Indo-Arische invasie-theorie als oorzaak van de instorting van de Indusbeschaving. Tegen 1929 had Chanda dit idee echter verlaten en zag eerder een vreedzame acculturatie. John Marshall ging bij het ontbreken van nauwkeurigere dateringen uit van een gat van meer dan een millennium tussen de twee beschavingen. Daarmee verdween de plausibiliteit voor de invasie-theorie, ook al omdat steeds meer het beeld ontstond van een vreedzame samenleving, al was deze marxistische historiografie al te rooskleurig.

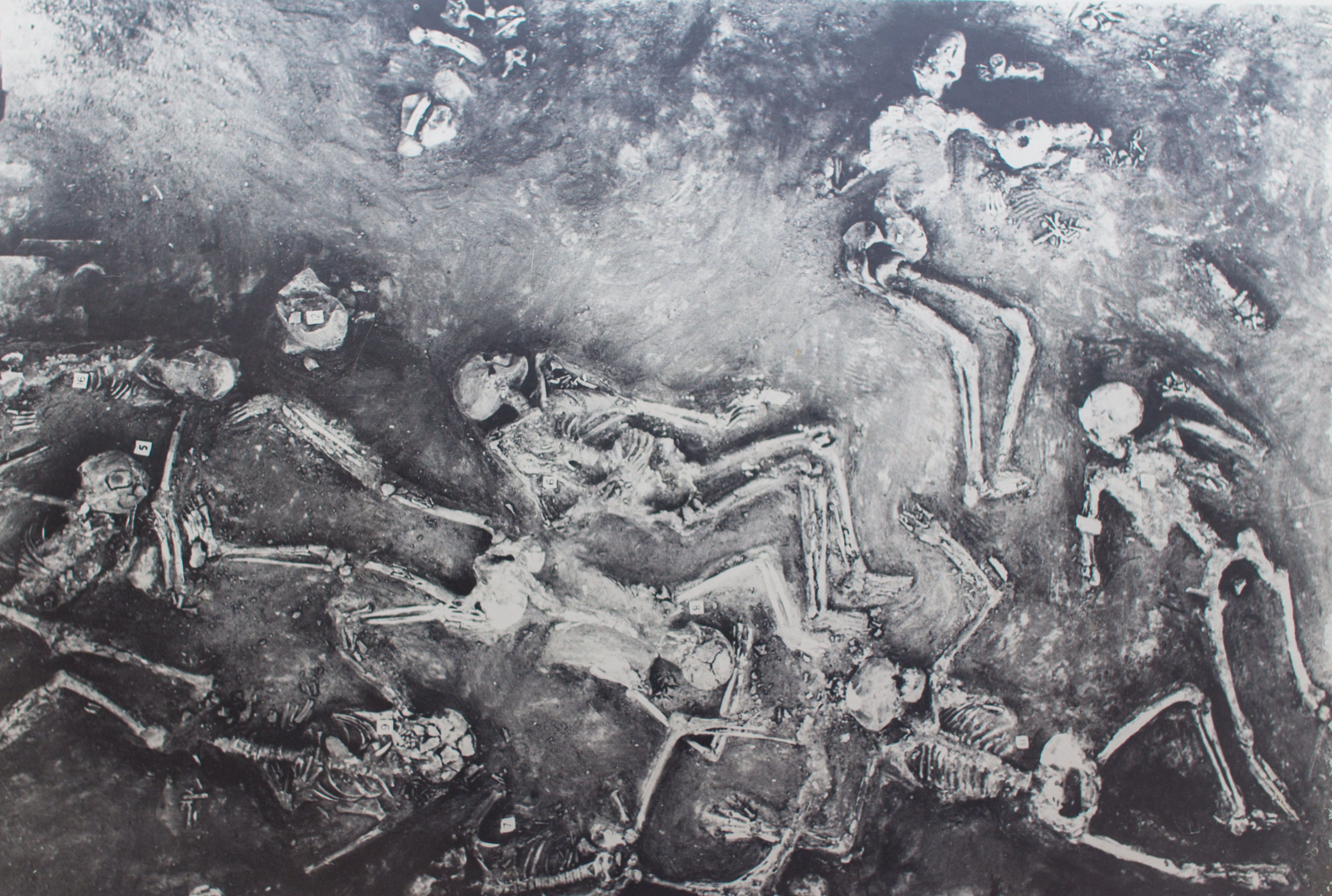
De skeletten die in kamer 74 van huis V in het HR-gebied in Mohenjodaro werden gevonden, waren volgens Wheeler slachtoffers van een grote slachting door Ariërs

Mortimer Wheeler, die een militaire achtergrond had, ontdekte echter op zijn eerste dag in Harappa dikke muren die hij als onderdeel van verdedigingswerken interpreteerde. In skeletten die in een onnatuurlijke positie waren gevonden, zag hij de slachtoffers van een grote slachting. Met zijn beroemde J'accuse beschuldigde hij op basis van indirect bewijs de Indo-Arische oorlogsgod Indra, de fortverwoester, en daarmee de ariërs van de ineenstorting. Wheeler dichtte het gat tussen beide beschavingen door te opperen dat de Indo-Arische invallers mogelijk op de Cemetery H-cultuur waren gestuit. In de eerste editie van The Indus Civilization uit 1953 herhaalde hij deze beschuldiging. In de derde editie uit 1968 gaf hij echter al aan dat het militaire element van de beschaving een minder grote rol speelde dan hij eerder dacht, al bleef hij de Indo-Arische invasie de meest waarschijnlijke versie vinden. Piggot herhaalde de invasietheorie in zijn Prehistoric India uit 1950, net als Damodar Dharmananda Kosambi in diens The Culture and Civilisation of Ancient India in Historical Outline uit 1965.
Vooral de hindoenationalisten hadden nooit wat gezien in de invasietheorie en Pandurang Vaman Kane gaf al in 1953 aan dat de vondst van enkele skeletten in een grote stad als Mohenjodaro geen basis was om een hele invasie aan op te hangen. In het geval van een invasie zouden er ook vele malen meer slachtoffers moeten zijn gevallen. In 1964 gaf George F. Dales ook aan dat de gevonden groepen skeletten in Mohenjodaro elk tot een andere periode behoorden. Daarnaast waren er in de laatste fase van de stad geen aanwijzingen van strijd en verwoesting, waarmee Dales Indra vrijsprak. Kenneth A.R. Kennedy toonde ook aan dat bij de meeste skeletten de verwondingen aan de botten ruim voor de dood hersteld waren.
De theorie is in India mede omstreden omdat de Britten er gebruik van zouden hebben gemaakt om hun verovering van het Indische subcontinent te rechtvaardigen en hun superioriteit mee trachten aan te kunnen tonen. De theorie zou afkomstig zijn uit een tijd dat eurocentrisch denken centraal stond.
Tegenstanders van deze theorie beweren dat met de Ariërs in de heilige geschriften van India nooit een specifiek volk zou zijn bedoeld. Arya zou alleen nobel of edel betekenen en niet verbonden zijn met immigranten. In de geschriften zou niets te vinden zijn over de lichte huidskleur van de Ariërs en niets over een oorlog tussen een lichtgekleurd en een donkergekleurd volk.
Met nauwkeuriger schattingen die het einde van hoog-Harappa rond 1900 v.Chr. leggen en het begin van de vedische periode rond 1500 v.Chr., is de invasie-theorie zeer onwaarschijnlijk geworden. Desondanks blijven er aanhangers voor in ieder geval enige invloed van invallen, zoals Romila Thapar. De aanwijzingen die Thapar echter meent te zien, zijn gedateerd van de overgang van vroeg- naar hoog-Harappa. In het licht van deze aanwijzingen is opgeworpen dat er rond 1500 v.Chr. weliswaar geen invasie, maar wel een migratie is geweest van een volk dat hun Indo-Europese taal zou hebben meegebracht. Een dergelijke migratie zou ook zijn sporen hebben moeten achterlaten. Cemetery H werd gezien als mogelijke kandidaat, maar deze begon rond 1900 v.Chr. en was daarmee te vroeg voor een Indo-Arische migratie, terwijl er ook meer culturele continuïteit is tussen hoog-Harappa en Cemetery H dan eerder wel verondersteld werd. Dat geldt ook voor Painted Grey Ware, terwijl deze ook nog eens enkele eeuwen na de vermeende migratie is gedateerd.

### Rassentheorie
Lazarus Geiger zag in 1878 Duitsland als het thuisland, verbond taal aan ras en stelde dat Indo-Europeanen blonde haren en blauwe ogen hadden. Het idee van een Arisch ras kreeg daarna ruime navolging en werd zelfs een belangrijk onderdeel van het nationaalsocialisme. Het zou tot de Tweede Wereldoorlog duren voordat deze rassentheorie in diskrediet raakte. De zoektocht naar een vermeend Arisch ras heeft echter niets opgeleverd. Franz Boas waarschuwde al dat er geen enkele grond is om de Indo-Arische taal te koppelen aan een cultuur en een biologische classificatie. Desondanks blijft het verhaal opduiken dat een lichter gekleurd volk migreerde om zich te mengen met een donkerder oorspronkelijk volk. Dit zou terug te zien zijn in het kastesysteem. Onderzoeken naar skeletten uit deze periode laten hier echter geen enkel spoor van zien.

### Migratie
Het gebruik van archeologie maakte niet dat het zoekgebied kleiner werd en zo waren anderhalve eeuw na het begin van de zoektocht Zuid-India, Centraal-India, Noord-India, Tibet, Bactrië, Iran, de Aralzee, de Kaspische Zee, de Zwarte Zee, Litouwen, de Kaukasus, de Oeral, het Wolgagebergte, Zuid-Rusland, de steppen van Centraal-Azië, Klein-Azië, Anatolië, Scandinavië, Finland, Zweden, de Oostzee, West-Europa, Noord-Europa, Centraal-Europa, Oost-Europa en zelfs de Noordpool genoemd als het thuisland van de Indo-Ariërs.:37 Hoewel vooral Indiase historici, deels uit hindoenationalisme, er nog van uitgingen dat de Ariërs uit India stamden, noodzaakten alle andere mogelijke thuislanden een migratie van een Indo-Arisch sprekend volk naar India.
In 1963 kwam Marija Gimbutas op basis van linguïstische paleontologie, etnologie, mythologie en archeologie tot de koerganhypothese, ook wel steppetheorie. Deze situeerde het thuisland in de Pontisch-Kaspische Steppe en zag de Indo-Ariërs als nomadische pastoralisten die door militaire invasies andere gebieden veroverden. Er bleken echter nauwelijks aanwijzingen voor een gewelddadige invasie die de Indusbeschaving ten einde zou kunnen hebben gebracht.

### Hindoenationalisme
Dat het hindoeïsme een basis zou hebben die ten dele buiten het subcontinent ligt, is voor de nodige hindoenationalisten onaanvaardbaar. Aangezien de kort na de Indiase onafhankelijkheid invloedrijke marxistische historiografie de migratietheorie voorstond, worden aanhangers wel voor marxisten uitgemaakt. Tegenstanders wordt wel verweten dat ze hindoechauvinisten of religieuze fundamentalisten zijn.

## Genetica
Nieuwe disciplines als archeogenetica en populatiegenetica geeft wisselende uitkomsten. Een deel van de studies onderschrijft de mogelijkheid van een Indo-Arische migratie, een ander deel spreekt deze tegen. Volgens Michel Danino zijn bevestigende studies ten dele gebaseerd op een cirkelredenering omdat deze de migratie a priori aannemen, evenals de aanname dat taal en haplogroep gekoppeld zijn. Volgens Danino is de omgekeerde out-of-India-theorie waarschijnlijker. Onderzoek op basis van mitochondriaal DNA (mtDNA) heeft geen aanwijzingen gevonden voor een Indo-Arische migratie die rond 1500 v.Chr. zou hebben plaatsgevonden. Door echter de mtDNA-data uit de vrouwelijke lijn te combineren met data van het Y-chromosomaal DNA uit de mannelijke lijn, blijken er wel aanwijzingen te zijn voor migratie vanuit Centraal-Azië, waarschijnlijk in meerdere golven. Hierbij was een duidelijk geslachtsverschil, het waren vooral mannen die migreerden. Het beeld dat hieruit naar voren komt, is niet een eenvoudig model waarbij een migratie aan het begin van het Neolithicum de landbouw bracht, millennia later gevolgd door Indo-Ariërs, maar complexe migraties sinds het Laatste Glaciale Maximum uit het noordwesten en recentere kleinere migraties uit het oosten.
Genetisch onderzoek lijkt de Anatolische hypothese niet te onderbouwen. De inwoners van de Indusbeschaving lijken geen nazaten te zijn geweest van landbouwers uit Anatolië en Iran. Bij de latere bevolking in India is enige invloed gevonden van de Jamnacultuur. Leden van deze cultuur zouden eerst richting Oost-Europa zijn getrokken waarna een deel in het tweede millennium v.Chr. waarschijnlijk via Centraal-Azië in het noorden van India terechtkwam om daar te accultureren met de bestaande bevolking. Deze Westelijke Steppeherders-invloed is beperkt tot de Ancestral North Indians (ANI), bij de Ancestral South Indians (ASI) is deze verwaarloosbaar. Hoewel het Jamna-aandeel in de Ancestral North Indians niet heel groot is, is die wel sterk vertegenwoordigd bij de Brahmin en Bhumihar en is er ook vooral sprake van mannelijke invloed. Nieuwkomers die een numerieke minderheid vormen, kunnen een taalverandering of zelfs taalvervanging in gang zetten met de oorspronkelijke bewoners zonder dat de materiële cultuur veel verandert, zodat veranderingen vrijwel niet aanwezig zijn in de teruggevonden archeologische cultuur.